# Гагенбах, Карл Рудольф
Карл Рудольф Гагенбах (нем. Karl Rudolf Hagenbach; 4 марта 1801, Базель, Швейцария — 7 июня 1874, Базель) — швейцарский церковный историк, богослов, известный представитель так называемого примирительного направления в богословии. Отец Эдуарда Хагенбаха.

## Биография
Родился 4 марта 1801 года в Базеле, где его отец Карл Фридрих Гагенбах был профессором университета. 
Начальное образование получил в школе Песталоцци. В 1815 году поступил в Базельский университет и с 1818 года изучал протестантское богословие. Уже в это время он познакомился с трудами Иоганна Готфрида Гердера. В 1820 году он перешёл в Боннский университет, где, по его собственному утверждению, наибольшее влияние на него оказал Фридрих Люкке, который в 1823 году рекомендовал его в Берлинский университет, где Гагенбах, среди прочих, стал учеником Августа Неандера и Фридриха Шлейермахера.
В 1823 году вернулся в Базель, где видную позицию занимал Вильгельм де Ветте. При его поддержке в том же году Гагенбах стал приват-доцентом университета. В 1825 году стал экстраординарным профессором церковной и догматической истории. В 1829 году ему была присуждена докторская степень и он стал ординарным профессором церковной истории. Неоднократно занимал должность ректора Базельского университета (1832, 1840, 1849, 1850 и 1862). Его учеником был Мартин Бирманн.
В 1842 году вместе с де Ветте основал Протестантское общество милосердия Швейцарии и стал его первым председателем. В эти годы Хагенбах также опубликовал несколько духовных гимнов. С 1845 по 1868 год был редактором церковной газеты Kirchenblatts für die Schweiz. В политически трудные годы, начиная с 1848 года, много потрудился в деле сохранения единства церкви в Швейцарии. Помимо своих богословских и церковно-исторических трудов, опубликовал в 1846 году сборник стихов «Лютер и его время», а также двухтомный сборник стихов (второе издание вышло в 1876 году). Он также написал несколько научно-популярных статей по истории Базеля.
Скончался 7 июня 1874 года в Базеле. Похоронен на кладбище Вольфготтезаккер.

## Труды
- «Encyklopädie u. Metodologie der theologischen Wissenschaften» (Лейпциг, 1833);
- «Lehrbuch der Dogmengeschichte» (т. 1840);
- «Oekolampad u. Mykonius» (Эльберфельд, 1830);
- «Die theologische Schule Basels u. seine Lehrer von 1460—1849» (Базель, 1860)
- «Vorlesungen über die Kirchengeschichte von den altesten Zeiten bis zum XIX J.».